# Francis Paredes
Francis Jhasmina Paredes Castro (Callería, 23 de abril de 1988) es una docente y política peruana. Es congresista de la república por la región Ucayali para el periodo parlamentario 2021-2026.

## Biografía
Francis Paredes nació en el distrito de Callería, ubicado en la provincia de Coronel Portillo del departamento de Ucayali, el 23 de abril de 1988.
Es bachiller en Educación por la Universidad Nacional Federico Villarreal y también realizó un estudio técnico de profesora de Educación Secundaria. Fue directora de Instituto Educativo Las Malvinas ubicado en la provincia de Padre Abad.

## Carrera política

### Congresista
Para las elecciones parlamentarias del año 2021, Francis Paredes se apuntó como candidata al Congreso de la República en la lista electoral del departamento de Ucayali por el partido Perú Libre. Culminando los procesos, Francis Paredes logró ser elegida congresista para el periodo parlamentario 2021-2026 con 3,454 votos.
Actualmente integra en el parlamento las comisiones de Relaciones Internacionales; Vivienda, Construcción y Saneamiento; y Presupuesto y Cuenta General de la República. Renunció a la bancada de Perú Libre en el año 2022 tras discrepancias en la elección de magistrados al Tribunal Constitucional y se incorporó junto con varios congresistas a la recién creada bancada Bloque Magisterial.
En junio del año 2023, generó polémica cuando fue agredida por la congresista de Acción Popular, Maricarmen Alva, cuando ésta intentó convencerla de que vote a favor del retorno de la bicameralidad. Sin embargo, Paredes terminó por no denunciar al Alva en la Comisión de Ética.